# Euphorbia boissieriana
Euphorbia boissieriana är en törelväxtart som först beskrevs av Jurij Nikolajevitj Voronov, och fick sitt nu gällande namn av Jaroslav Ivanovic Yaroslav Ivanovich Prokhanov. Euphorbia boissieriana ingår i släktet törlar, och familjen törelväxter. Inga underarter finns listade i Catalogue of Life.